# Turchet
Le Turchet est un sommet du massif du Jura, en France. Il se situe sur le territoire de la commune des Pontets, dans le département du Doubs, en région Bourgogne-Franche-Comté. Il s'élève à 1 225 m d'altitude, constituant le deuxième sommet le plus élevé de la chaîne de la Haute-Joux.